# Quiarol Arzú
Quiarol Lenín Arzú Flores (Jutiapa, 3 marzo 1985) è un calciatore honduregno, difensore del Platense.